# Katalin Berek
Dans le nom hongrois Berek Katalin, le nom de famille précède le prénom, mais cet article utilise l’ordre habituel en français Katalin Berek, où le prénom précède le nom.
Katalin Berek, née le 7 octobre 1930 à Makó et morte le 26 février 2017 à Budapest, est une actrice hongroise.

## Biographie
Katalin Berek est apparue dans 21 films entre 1950 et 1984. Le réalisateur Pál Zolnay était son mari.

## Filmographie partielle
- 1955 : Egy pikoló világos
- 1968 : La Pierre lancée (Feldobott kő) de Sándor Sára
- 1975 : Adoption (Örökbefogadás) de Márta Mészáros
- 1976 : Neuf mois (Kilenc hónap) de Márta Mészáros